# Ladislav Fouček
Ladislav Fouček (10. prosince 1930, Praha – 4. července 1974, Mnichov, Německo) byl český a československý reprezentant v dráhové cyklistice, olympionik.
Získal dvě stříbrné medaile na olympiádě 1956 v Melbourne v závodě s pevným startem na 1 km a v tandemovém závodě společně s Václavem Machkem. Byl už na předchozí olympiádě, kde skončil na 12. místě.